# Selbach (kommun)
Selbach är en kommun i Brasilien.   Den ligger i delstaten Rio Grande do Sul, i den södra delen av landet, 1 500 km söder om huvudstaden Brasília. Antalet invånare är 4 929.
Trakten runt Selbach består till största delen av jordbruksmark. Runt Selbach är det ganska glesbefolkat, med 27 invånare per kvadratkilometer.